# Норкин, Иван Андреевич
Ива́н Андре́евич Но́ркин (24 сентября 1919, Сметанино, Вятская губерния — 28 июля 2002, Зеленодольск, Татарстан) — участник Великой Отечественной войны, орудийный мастер 12-го истребительно-противотанкового артиллерийского полка (40-я армия, 1-й Украинский фронт), младший сержант.

## Биография
Родился 24 сентября 1919 года в селе Сметанино (ныне — Санчурского района Кировской области) в семье крестьянина. Русский. Был шестым ребёнком в семье. С десяти лет работал в поле, помогал родителям во всех сельхозработах. После окончания начальной сельской школы начал работать в колхозе. Затем семнадцатилетний юноша работал на столярно-мебельном комбинате, столярному мастерству научился у отца.
В 1939 году был призван в Красную Армию. Служил на Дальнем Востоке во 2-й Краснознамённой Дальневосточной Армии в Амурской области. Освоил специальность наводчика орудия, стал артиллеристом, как отец и дед — георгиевские кавалеры.
В ноябре 1942 года был направлен в действующую армию. В городе Ногинск (Московская область) был зачислен в формирующуюся 8-ю гвардейскую воздушно-десантную дивизию наводчиком орудия. Боевое крещение получил весной 1943 году на Северо-Западном фронте, в районе города Демянска. Затем дивизия, в которой воевал красноармеец Иван Норкин, была направлена на Воронежский фронт. По дороге простыл, попал в медсанбат в городе Мичуринск. После выздоровления свою часть не догнал, был зачислен артиллерийским мастером в 12-й истребительно-противотанковый артиллерийский полк Резерва Главного Командования. Член ВКП(б)/КПСС с 1943 года.
В ноябре 1943 года 12-й истребительно-противотанковый артиллерийский полк воевал в составе 40-й армии. 21 ноября артиллеристы заняли оборону на окраине села Новые Озеряны (Коростышевский район Житомирской области Украины). На этом небольшом участке немецкое командование бросило в бой более сотни танков и бронемашин. Во время боя младший сержант Иван Норкин находился на батарее, его помощь как оружейного мастера могла понадобиться в любой момент.
В критическую минуту боя заменил погибший расчёт одного из орудий. В одиночку, действуя за весь расчёт, несколько часов вёл огонь по атакующему врагу, уничтожил 3 и подбил 5 фашистских танков, сжёг три автомашины. В следующем бою подбил ещё 1 танк, рассеял и частично уничтожил до взвода гитлеровцев.
Указом Президиума Верховного Совета СССР «О присвоении звания Героя Советского Союза офицерскому и сержантскому составу артиллерии Красной Армии» от 9 февраля 1944 года за «образцовое выполнение боевых заданий командования на фронте борьбы с немецкими захватчиками и проявленные при этом отвагу и геройство» был удостоен звания Героя Советского Союза с вручением ордена Ленина и медали «Золотая Звезда» (№ 3220).
В составе своей части прошёл до конца войны, участвовал в Пражской операции по освобождению города от захватчиков. В 1946 году сержант Норкин был демобилизован.
Всю свою послевоенную жизнь вместе с семьей жил в городе Зеленодольске (Татарстан). Работал на заводе имени Горького, затем с 1952 года и до выхода на пенсию в 1975 году — на заводе имени Серго Орджоникидзе. Активно участвовал в общественной жизни: был избран членом партийного комитета завода, многие годы избирался депутатом горсовета, членом горкома партии, был членом республиканского комитета защиты мира. Часто встречался с молодёжью.
Умер 28 июля 2002 года. Похоронен на кладбище города Зеленодольска.

### Семья
- Жена — Мария Тимофеевна Алимахина (1919, Бахмут — 2004). Ушла на фронт добровольцем в 1941 году. Работала санитаркой военно-санитарного поезда. Затем окончила курсы медсестёр. С мая 1944 года палатная медсестра эвакогоспиталя № 2921 на 2-м Украинском фронте. Награждена медалями, в том числе медалью «За боевые заслуги».
- После войны у них родились два сына: Александр и Геннадий.

## Награды
- Награждён орденами Отечественной войны 1-й и 2-й степеней и медалями, в том числе «За отвагу».

## Память
- Именем Героя названа улица в городе Зеленодольске (бывшая улица Юбилейная)[3].
- Барельеф Норкина установлен на Аллее Героев в Парке Победы.